# Henri Aalto
Henri Aalto, född den 20 april 1989, är en finländsk fotbollsspelare som spelar för FC Honka.

## Karriär
Henri Aalto skrev på ett nytt kontrakt med FC Honka i april 2008.